# Litýš
Litýš je zřícenina hradu na stejnojmenném vrchu (491 m n. m.) v Českém středohoří v osadě Nová Vesnička, části obce Liběšice v okrese Litoměřice. Nachází se asi jeden kilometr jihovýchodně od vsi Dolní Týnec v katastrálním území Soběnice. Dochovaly se z něj valy, příkopy a drobné zbytky zdiva. Hrad je chráněn jako kulturní památka.

## Historie

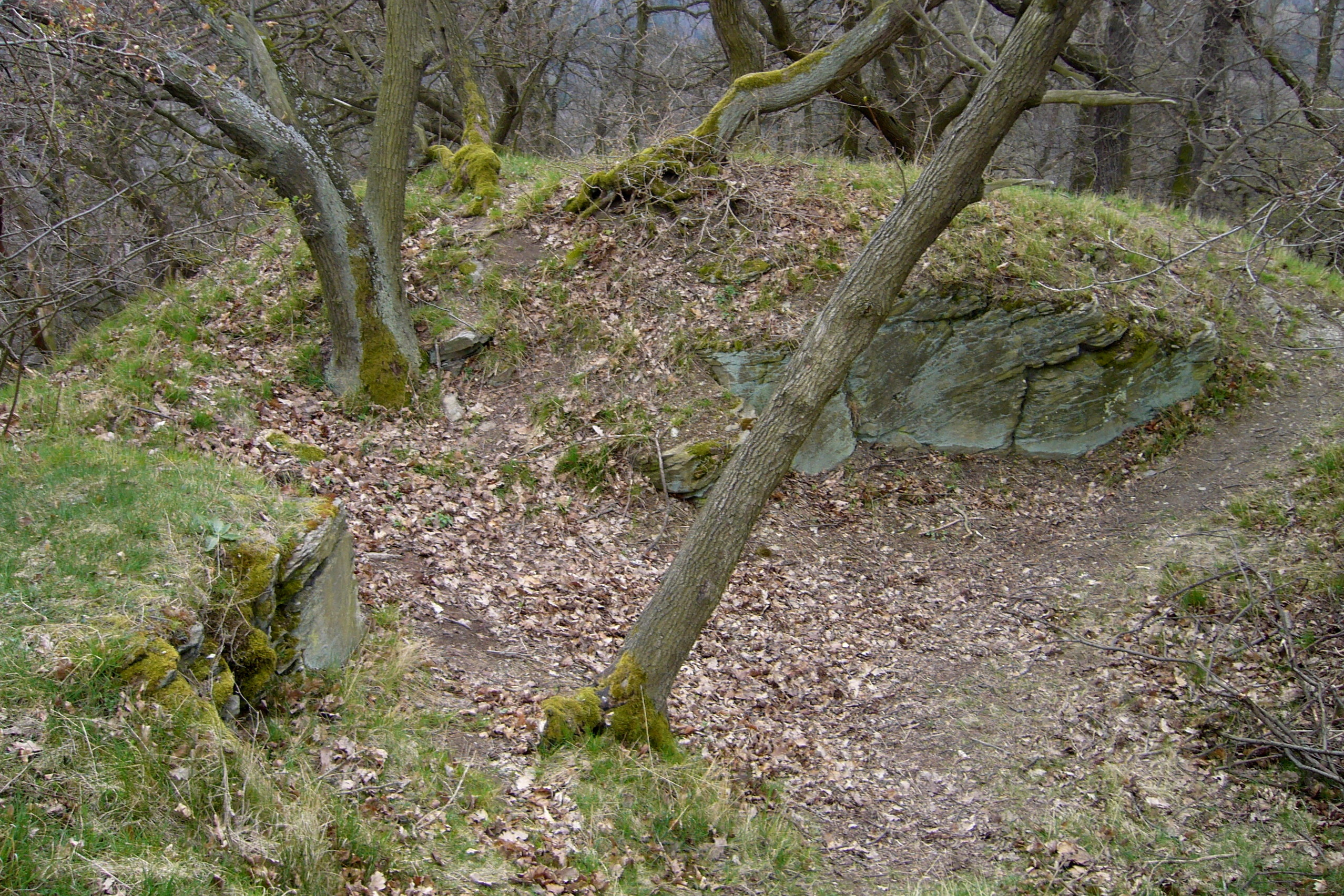
Podvalí stavby v hradním jádře

Za stavitele hradu je považován Zikmund Děčínský z Vartenberka, který v roce 1422 získal od císaře Zikmunda panství bývalé býčkovické komendy. Aby ho zajistil a vyvážil přítomnost blízkého Žižkova hradu Kalichu, nechal postavit právě hrad Litýš. První písemná zmínka o hradu však pochází až z roku 1432, která zmiňuje purkrabího Mikuláše ze Lhoty.
Po smrti Zikmunda z Vartenberka v roce 1438 hrad připadl jeho druhé manželce Anežce ze Šternberka. Ta však zemřela jen o několik měsíců později a hrad zdědili Aleš a Zdeněk ze Sternberka, kteří jej roku 1454 prodali Janovi, mladšímu synovi Zikmunda z Vartenberka. Od roku 1459 se stal Litýš centrem panství v majetku Jana z Čečelic na Tetčiněvsi, jehož jediná dcera se vdala za Zikmundova vnuka Kryštofa z Vartemberka. Po jeho smrti panství přešlo na nejmladšího syna Václava, který jej v roce 1532 vyměnil se svým strýcem Kryštofem z Vartemberka za čtvrtinu České Lípy. Ten však nechal opravit býčkovickou tvrz a sídlil na ní. Hrad přestal být udržován, vyhořel a roku 1544 se již uvádí jako pustý.

## Stavební podoba
Stavenište hradu chránila na jižní a části východní strany dvojice valů a příkopů. Hradní jádro má lichoběžníkový půdorys rozdělený do dvou výškových úrovní. V nižší části se nacházelo nádvoří obehnané hradbou, která je dnes nejvýraznějším zbytkem zdiva, a obestavěné ze tří stran budovami. Na vyšší úrovni tvořené trachytovou skalkou se dochovalo jen ve skále vysekané podvalí zřejmě dřevěné věžovité stavby.

## Přístup
Vrchol s hradem je přístupný odbočkou z červeně značené turistické trasy z Třebušína do Úštěku.